# Stare Gajęcice
Stare Gajęcice – wieś w Polsce położona w województwie łódzkim, w powiecie pajęczańskim, w gminie Pajęczno.
W latach 1975–1998 miejscowość administracyjnie należała do województwa częstochowskiego.
Co roku w sierpniu odbywa się Święto Chleba, na które schodzą się ludzie z całej okolicy.
Wieś dawniej zamieszkiwana w 80% przez narodowość żydowską, w 15% narodowość polską i w 5% narodowość niemiecką. Przed wojną wieś zamieszkiwało ponad 800 obywateli, po wojnie liczba ta zmniejszyła się do 150 obywateli.
W dawnym folwarku Gajęcice istniała cegielnia, po której zachował się komin.